# Польова квітка

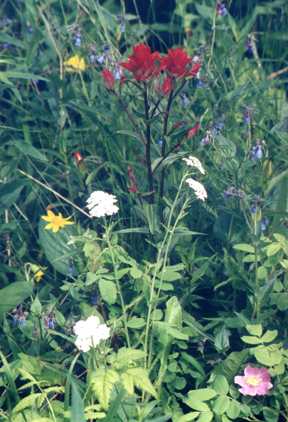
П'ять видів польових квітів займають менше 1 000 см² на цій фотографії, зробленій на східному схилі передгір'я канадських Скелястих гір наприкінці липня. Рожевий: Альбертська шипшина; білий: деревій західний; синій: Дзвіночки, що мають як рожеву (незрілу), так і синю (зрілу) стадії; жовтий: Арніка серцелиста (Arnica cordifolia); і червоний: Червоний пензлик

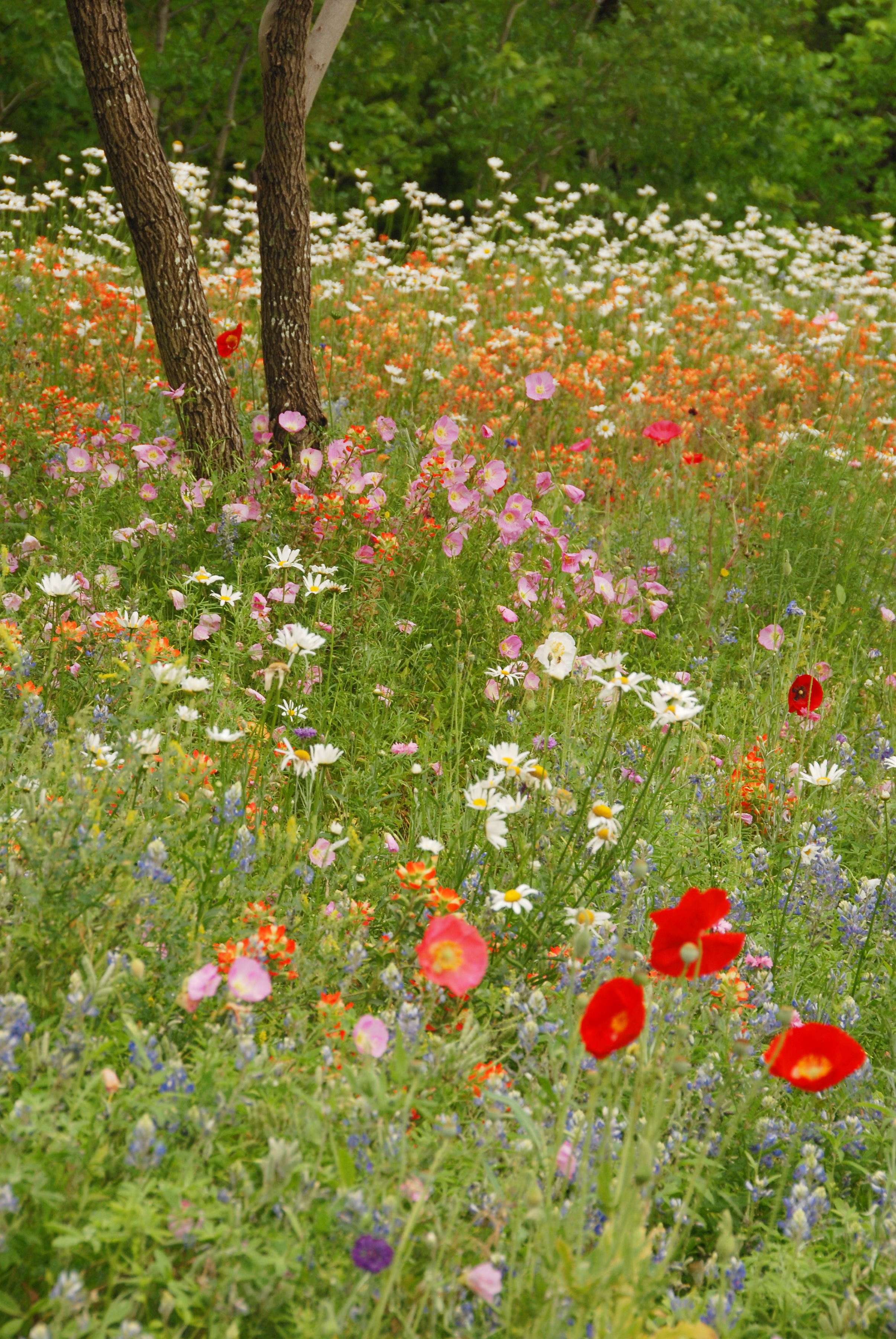
Польові квіти, що розквітають у квітні на полі в центральному Техасі біля озера Грейпвайн.

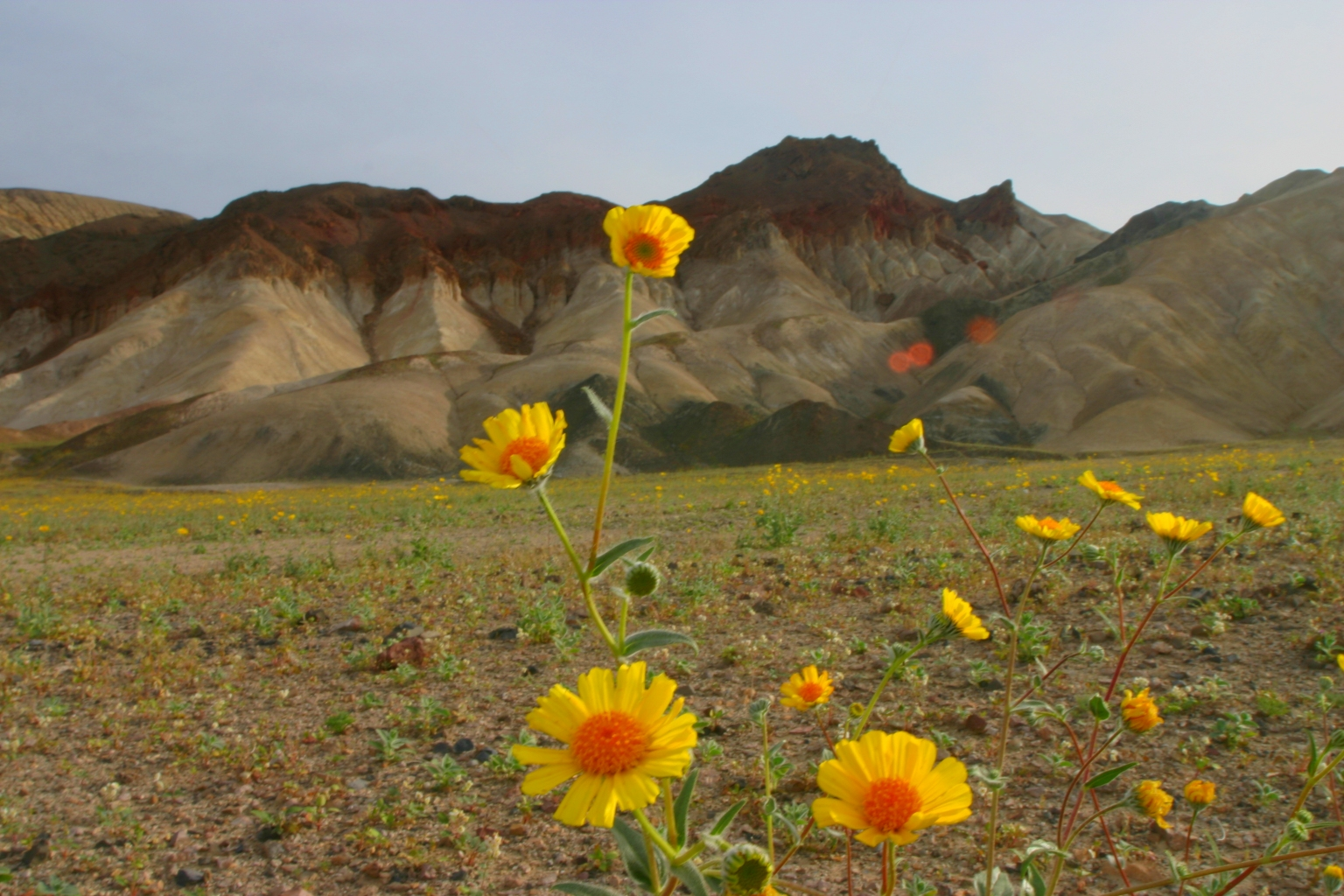
Польові квіти у національному парку Долина Смерті

Польова квітка (або дикоросла квітка) — це квітка, яка росте в дикій природі, тобто не була навмисно посіяна або посаджена. Цей термін означає, що рослина не є ні гібридом, ні селекційним сортом, який відрізняється від місцевої рослини, навіть якщо вона росте там, де в природі її не знайти. Термін може стосуватися всієї рослини, навіть коли вона не цвіте, а не лише квітки.

## Термінологія
«Польова квітка» — неточний термін.[джерело?] Більш точні терміни можуть містити:
- місцеві види, що природно зустрічаються в даній місцевості (див. флора)
- екзотичні або інтродуковані види, не властиві даній місцевості, в тому числі
  - інвазійні види, які витісняють інші рослини, як місцеві, так і не місцеві
- імпортовані (завезені на територію навмисно або випадково)
- натуралізовані — завезені, але стали вважатися населенням місцевими

У Сполученому Королівстві організація Plantlife International у 2002 році запровадила «Схему квітів графств» (англ. County Flowers scheme), в рамках якої представники громадськості номінували та голосували за емблему польових квітів для свого графства. Метою було поширити обізнаність про спадщину місцевих видів і про необхідність їх збереження, оскільки деякі з цих видів перебувають під загрозою зникнення. Наприклад, Сомерсет обрав гвоздики сизі (Dianthus gratianopolitanus), Лондон — зніт вузьколистий (Chamerion angustifolium), а Денбігшир/Сір Ддінбіч в Уельсі — рідкісний вапняковий чистець (Stachys alpina).

## Приклади
- Adonis aestivalis, Горицвіт літній
- Anagallis,[2] Аналагіс
- Agrostemma githago, Кукіль звичайний
- Alnus glutinosa, Вільха чорна
- Anthemis arvensis, Роман польовий
- Callirhoe involucrata, Мак пурпурний
- Centaurea cyanus, Волошка синя
- Coreopsis tinctoria, Дівочі очка фарбувальні
- Dianthus barbatus, Гвоздики бородаті
- Digitalis purpurea, Наперсник пурпуровий
- Dimorphotheca aurantiaca, Намаквалендський ромен
- Eschscholzia californica, Ешольція каліфорнійська
- Ficaria verna, Пшінка весняна
- Glebionis segetum, хризантема бур'янова або хризантема посівна
- Gypsophila elegans, Лищиця струнка
- Lantana spp., Лантана
- Papaver rhoeas, Мак дикий
- Petasites hybridus, Кремена гібридна
- Phlox drummondii, Флокс Друммонда
- Potentilla sterilis, Перстач безплідний
- Prunus padus, Черемха звичайна
- Silene latifolia, Смілка широколиста
- Tussilago farfara, Підбіл звичайний
- Ulmus sp., В'яз
- Viola riviniana, Фіалка Рівіна
- Viola tricolor, Фіалка триколірна